# Leptosciarella truncata
Leptosciarella truncata är en tvåvingeart som först beskrevs av Risto Kalevi Tuomikoski 1960.  Leptosciarella truncata ingår i släktet Leptosciarella och familjen sorgmyggor.
Artens utbredningsområde är Norge. Arten är reproducerande i Sverige. Inga underarter finns listade i Catalogue of Life.